# Au bénéfice du doute (téléfilm, 2010)
Pour les articles homonymes, voir Au bénéfice du doute.

Au bénéfice du doute (A Trace of Danger) est un téléfilm canadien réalisé par Terry Ingram en 2010.

## Fiche technique
- Titre original : A Trace of Danger
- Réalisateur : Terry Ingram
- Scénario : Benjamin Sztajnkrycer
- Pays :  Canada
- Durée : 140 min

## Distribution
- Emmanuelle Vaugier (VF : Marion Dumas) : Kate
- Ivan Sergei (VF : Arnaud Arbessier) : Dave
- Garry Chalk (VF : Saïd Amadis) : Frank
- Michael Kopsa : Lance
- Jesse Hutch : Kenneth
- Jared Keeso : Adrian
- Laura Mennell (VF : Chloé Berthier) : Beth
- Ben Cotton (VF : Emmanuel Gradi) : Eric
- Malcolm Stewart : Roy Deanza
- Jody Thompson (VF : Julie Turin) : Jenna
- Daniel Bacon : Dr. Stevenson
- Paul McGillion (VF : Guillaume Lebon) : Mike
- Michael Teigen : le député Collins
- Brenda Crichlow (VF : Maïté Monceau) : le juge Atkins
- Derek Green : Mason
- Lindsay Maxwell : Cheryl

 Source et légende : version française (VF) sur RS Doublage et selon le carton de doublage télévisuel.